# 小叶青海柳
小叶青海柳（学名：Salix qinghaiensis var. microphylla）为杨柳科柳属下的一个变种。

## 扩展阅读
- 維基物種上的相關：小叶青海柳